# Heinrich Netz
(Josef) Heinrich Netz  (* 28. Dezember 1896 in Oberhausen; † 17. März 1983 in München) war ein deutscher Maschinenbauingenieur und Rektor der Technischen Hochschule München.

## Leben
Netz studierte nach seiner Teilnahme am Ersten Weltkrieg Maschinenbau an den Technischen Hochschulen in Hannover und München und promovierte 1925 an der RWTH Aachen. Er arbeitete dann als Betriebsingenieur in einem Hüttenwerk. Es folgte die Tätigkeit als Dozent an der Höheren Maschinenbauschule in Aachen. 1936 nahm er einen Ruf an die Technische Hochschule München als Lehrstuhlinhaber für Wärme- und Maschinentechnik an der Fakultät für Brauwesen in Weihenstephan an. Nach dem Zweiten Weltkrieg lehrte er am Oskar-von-Miller-Polytechnikum in München. Von 1955 an war er ordentlicher Professor und später Kommissarischer Leiter des Institutes bzw. Laboratoriums für Wärmekraftmaschinen an der Technischen Hochschule München. Von 1964 bis 1965 war er auch Rektor der Hochschule. 1965 emeritierte Netz.
Zu den zahlreichen von Heinrich Netz veröffentlichten Fachbüchern zählen „Dampfkessel“ (1934), „Wärmewirtschaft“ (1935), „Formeln der Technik“ (1960), „Formeln der Mathematik“ (1965) und „Verbrennung und Gasgewinnung bei Festbrennstoffen“ (1982).
Netz war seit 1919 Mitglied der katholischen Studentenverbindung A.V. Frisia Hannover.